# Ipo minor
Ipo minor är en insektsart som beskrevs av Evans 1969. Ipo minor ingår i släktet Ipo och familjen dvärgstritar. Inga underarter finns listade i Catalogue of Life.